# Martina Gusmán

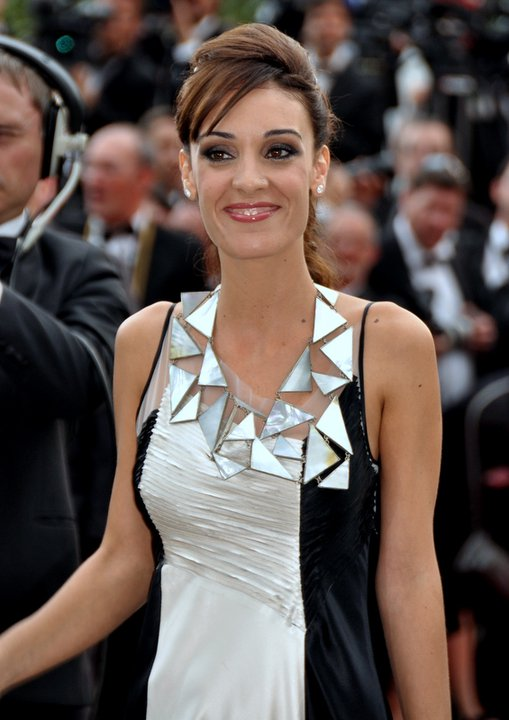
Martina Gusmán bei den Internationalen Filmfestspielen von Cannes 2011

Martina Gusmán (* 28. Oktober 1978) ist eine argentinische Schauspielerin und Filmproduzentin. In dem Film Carancho, der am 18. Mai 2010 bei den Internationalen Filmfestspielen von Cannes in der Kategorie Un Certain Regard aufgeführt und laut der Zeitung Clarín mit langem Applaus aufgenommen wurde, spielte sie eine der Hauptrollen. Im Jahre 2011 war sie Jurymitglied bei den Internationalen Filmfestspielen von Cannes.

## Filmografie (Auswahl)
- 2006: Nacido y criado
- 2008: Löwenkäfig (Leonera)
- 2010: Carancho
- 2010: Para vestir santos (Fernsehserie, 10 Folgen)
- 2011: The New Life (La vida nueva)
- 2012: Die verborgene Stadt (Elefante blanco)
- 2012: Babylon (Fernsehserie, 13 Folgen)
- 2012: Las mujeres llegan tarde
- 2012: Una bala para el Che
- 2013: Solo para dos
- 2014: La celebración (Fernsehserie, Folge 1x09 Funeral)
- 2016–2022: El marginal (Fernsehserie, 29 Folgen)
- 2018: The Quietude (La quietud)
- 2019: The Son (El Hijo)
- 2019: El Mundo de Mateo (Fernsehserie, 8 Folgen)
- 2020: Secret Voices (Quemar las naves)
- 2020: The Year of Fury (El año de la furia)
- 2021: Voces secretas (Quemar las naves)
- 2021: The Innocent (El inocente, Fernsehserie, 7 Folgen)
- 2022: Get Away If You Can
- seit 2022: Echo 3 (Fernsehserie)
- 2023: Los pacientes del doctor García (Fernsehserie, 3 Folgen)
- 2024: Romina Smile